# Église Saint-Fursy de Gueschart
Pour les articles homonymes, voir Église Saint-Fursy.
 (janvier 2019).
L'église Saint-Fursy de Gueschart est située sur le territoire de la commune de Gueschart, dans le département français de la Somme, au nord d'Abbeville.

## Historique
Dans cette église, en 1586, aurait eu lieu le mariage du prince d'Épinoy avec la fille du seigneur de Gueschart.

## Caractéristiques
L'église de Gueschart est construite en pierre blanche selon un plan basilical traditionnel. L'édifice est de style gothique. Le chœur, plus élevé que la nef et le transept, est voûté d'ogives. À l'ouest, l'église est prolongée par un clocher-tour surmonté par un toit en flèche recouvert d'ardoise.

### Châsse de saint Fursy
L'église de Gueschart a conservé la châsse de saint Fursy datant du XIVe siècle, et en partie restaurée, probablement au XVIe siècle. Cette châsse, haute de 12,5 cm, longue de 19 et large de 6,2, est  montée sur une âme de bois recouverte d'argent repoussé et en partie dorée. Elle  est en forme de maison, montée sur quatre lions couchés. Trois ouvertures vitrées permettent de voir les reliques du saint. La châsse a été classée monument historique au titre d'objet, le 31 mai 1897. 	
Ce reliquaire a été mis en dépôt au trésor de la cathédrale Notre-Dame d'Amiens.

### Autres objets protégés au titre des monuments historiques
- Petit reliquaire en forme de doigt, en argent doré, provenant de Neuilly-le-Dien, du XVe siècle.
- Statue du Christ de pitié du XVIe siècle, en pierre.
- Statue du Christ en croix des XVIIe et XVIIIe siècles, en bois peint.
- Statue Ecce Homo en bois (XVIIe siècle).
- Statue de la Vierge à l'Enfant en bois peint doré du XVIIIe siècle, provenant de la  chapelle de Cumonville.
- Groupe sculpté : Saint Fursy et ses bœufs, en bois bruni (XVIIIe siècle), provenant de la  chapelle de Cumonville.
- Statue de saint Fursy  en terre cuite du XIXe siècle, œuvre de H. Nicot, statuaire à Vendeuvre-sur-Barse (Aube)[2].